# Maladera umbillicata
Maladera umbillicata är en skalbaggsart som beskrevs av Brenske 1898. Maladera umbillicata ingår i släktet Maladera och familjen Melolonthidae. Inga underarter finns listade i Catalogue of Life.